# アセン

アセン類の一般構造式

アセン (acene) またはポリアセン (polyacene) とは、有機化合物のうち、複数のベンゼン環が直線状に縮合した構造を持つ炭化水素の総称。
有機半導体、蛍光色素などの性質が研究される化合物群である
。

## アセンの一覧
アセンの各化合物を、環が少ない順に挙げる。ヘプタセン以上の化合物は知られていない。
| 化合物名     | 化学式 | 環数 | 分子量       | CAS      | 構造式 |
| ------------ | ------ | ---- | ------------ | -------- | ------ |
| ナフタレン   | C10H8  | 2    | 128.17 g/mol | 91-20-3  |        |
| アントラセン | C14H10 | 3    | 178.23 g/mol | 120-12-7 |        |
| テトラセン   | C18H12 | 4    | 228.29 g/mol | 92-24-0  |        |
| ペンタセン   | C22H14 | 5    | 278.35 g/mol | 135-48-8 |        |
| ヘキサセン   | C26H16 | 6    | 328.41 g/mol | 258-31-1 |        |
| ヘプタセン   | C30H18 | 7    | 378.46 g/mol | 258-38-8 |        |

## 性質

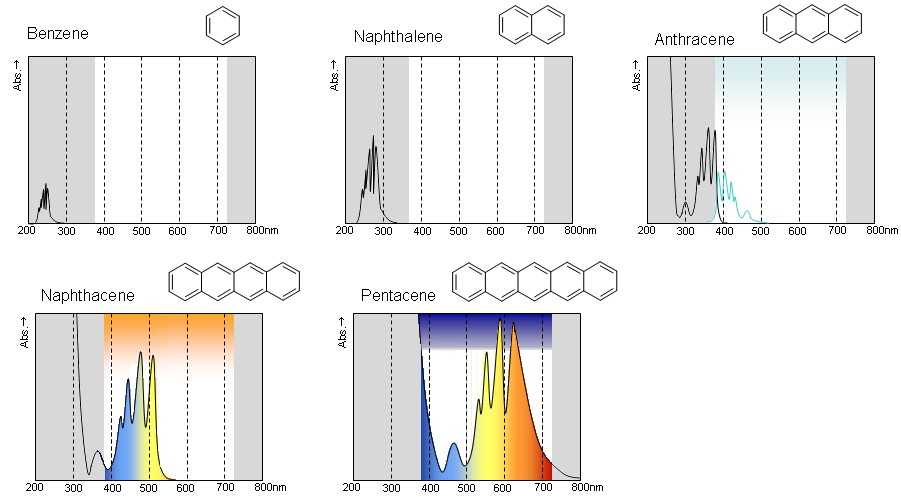
アセン類の紫外可視吸収スペクトル

環の数が増加するに従って溶媒への溶解度が低くなり、合成・精製などの取り扱いが難しくなってゆく。紫外可視吸収スペクトル上の吸収バンドも大きなアセンほど長波長側にシフト（レッドシフト）していく。最後のヘプタセンは非常に不安定であり単離された例はない。PMMAマトリクスに保持された状態で光学的な性質が調べられた。

## 命名法
IUPAC命名法では、テトラセン以上のアセンは（倍数接頭辞）+「アセン (-acene)」として命名される。

## 誘導体
置換基の導入により、環の多いアセン誘導体を合成する試みが行われている。2010年に、10個のアリールチオ基を両末端と中央のベンゼン環上に導入して安定化させたノナセン誘導体の合成が報告された。ノナセンとはベンゼン環が9個縮合したアセンである。このノナセン誘導体は黒い固体で、溶液状態では血赤色の蛍光を示し週単位の期間におよぶ安定性を示した。